# Glaris
Glaris (en alemán Glarus [ˈɡlaːrʊs]ⓘ, en francés Glaris, en italiano Glarona, en romanche Glaruna) es una ciudad histórica y comuna suiza, capital del cantón de Glaris.

## Historia
El comienzo de la población del lugar es oscuro. La parroquia remonta a los siglos VI o VII. Las primeras granjas se encontraban sin ninguna duda a orillas del Oberdorfbach o al holáaaaqqqnes provocadas por el Linth. La abadía de Säckingen debía tener derecho a los impuestos locales ya antes de la mitad del siglo VIII.
La localidad fue mencionada por primera vez a principios del siglo IX con el nombre latino de Clarona, en 1178 ya aparece con el nombre de Glarus. Riedern se separa de Glaris entre 1594 y 1630 para constituir una comuna burguesa Tagwen (Bürgergemeinde), pero las dos localidades forman aún una circunscripción electoral única. El Klöntal fue donado a Tagwen en 1902 en virtud de una sentencia del Gran Concejo.
Sede de la Landsgemeinde, de la administración y de los tribunales cantonales, Glaris alberga también diversas instituciones cantonales, como el hospital, el Gymnasium (escuela de segunda enseñanza), la biblioteca, los archivos y el museo de bellas artes cantonal, así como el centro de enseñanza secundaria del Mitteland, hoteles, bancos y numerosos comercios. Glaris no es una ciudad en el sentido histórico ni estadístico, sino a los ojos de sus habitantes, sobre todo luego de su reconstrucción de 1861. Es además miembro de la Unión de Ciudades Suizas.
El 7 de mayo de 2006, después de una votación de la Landsgemeinde, los habitantes del cantón decidieron la fusión de todas las comunas del cantón para formar tres únicas comunas. La actual comuna de Glaris fue creada el 1 de enero de 2011 de la fusión de las antiguas comunas de Glaris, Ennenda, Netstal y Riedern.

## Geografía
Glaris está ubicada sobre la orilla derecha del río Linth, a los pies del Vorderglärnisch, en el Mittelland Alpes de Glaris. Capital cantonal, apartado de los grandes ejes. Las colinas al noreste y al oeste son el resultado de derrumbes prehistóricos.
Antiguamente, Glaris limitaba al norte con las comunas de Innerthal (SZ), Näfels, Netstal y Riedern, al este con Ennenda, al sur con Mitlödi, Schwändi, Schwanden y Luchsingen, y al oeste con Muotathal (SZ). La nueva comuna limita al norte y noreste con Glaris Norte, al sureste y sur con Glaris Sur, y al oeste con Muotathal (SZ).

## Transportes
Ferrocarril
Existe una estación, la estación de Glaris, en la que paran trenes con destino a Zúrich, o a otras localidades y comunas del Cantón de Glaris o cantones cercanos.

## Personajes célebres
- Maria Anna Brunner, benedictina
- Frieda Gallati, historiadora
- Eveline Hasler, escritora
- Yvan Pestalozzi, artista

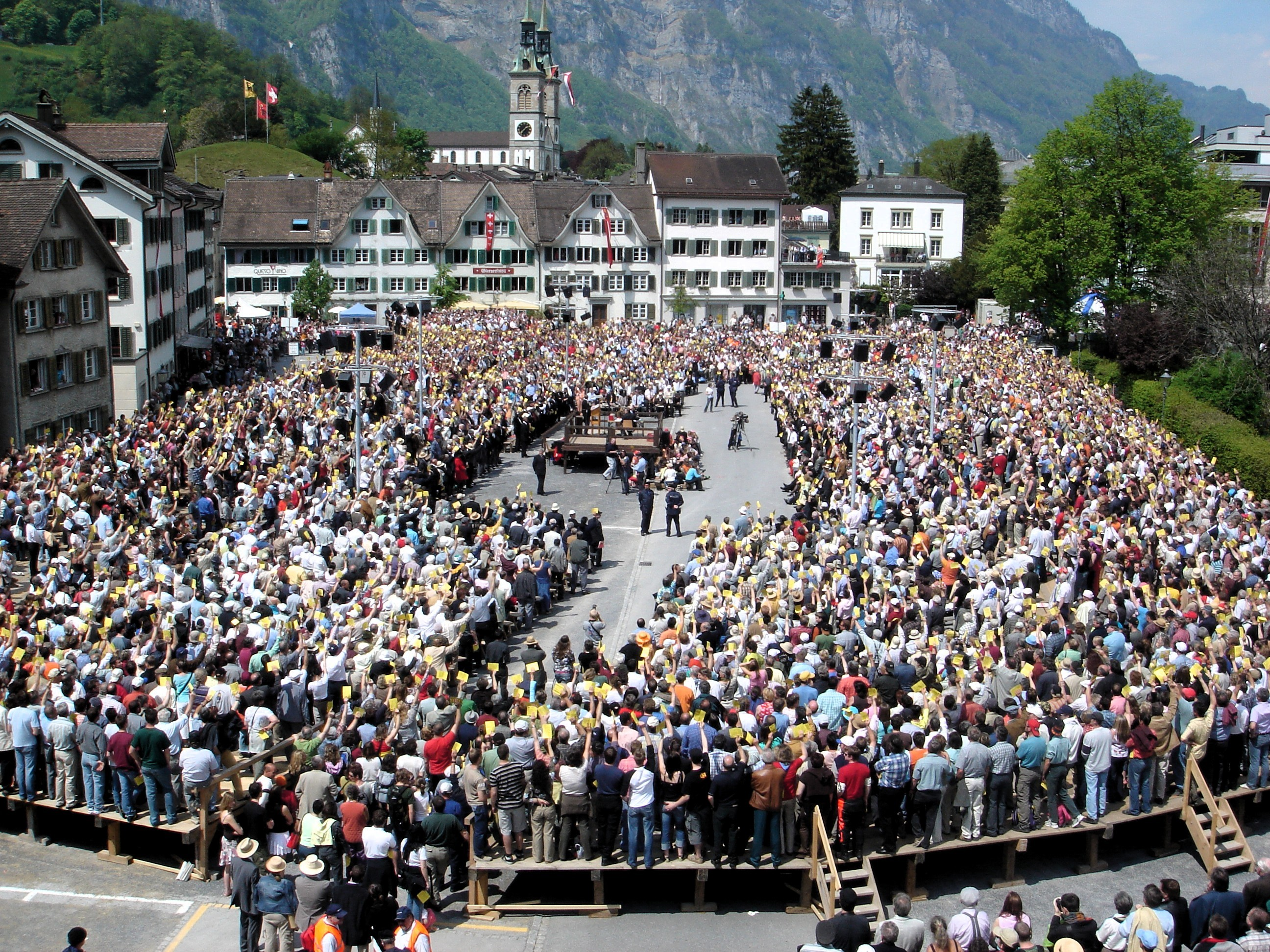
Landsgemeinde celebrada en Glaris en el 2006.

- Aegidius Tschudi, historiador y político
- Hans Rudolf Tschudi (1641-1716), pastor evangélico
- Johann Jakob von Tschudi, naturista, lingüista y diplomático
- Ulrico Zuinglio, reformador protestante
- Anna Göldi, la última bruja de Europa (die "letzte Hexe Europas")
- Heinrich Hössli, pionero de los derechos de los homosexuales
- Ekkehard Fasser, bobsledder

## Ciudades hermanadas
- Kobryn.[cita requerida]
- Mérida[cita requerida]
- Colombia
- Rožňava.[2]
- Wiesbaden-Biebrich.[3]